# Mys Karojskij
Mys Karojskij (ryska: Мыс Каройский) är en udde i Kirgizistan.   Den ligger i oblastet Ysyk-Köl Oblusu, i den nordöstra delen av landet, 200 km öster om huvudstaden Bisjkek. Mys Karojskij ligger i sjön Issyk-Kul.
Terrängen inåt land är varierad.  Närmaste större samhälle är Tjolpon-Ata, 6,2 km nordost om Mys Karojskij. 